# Women's Weapons
Women's Weapons er en amerikansk stumfilm fra 1918 af Robert G. Vignola.

## Medvirkende
- Ethel Clayton - Anne Elliot
- Elliott Dexter - Nicholas Elliot
- Vera Doria - Esmee Hale
- James Neill - Peter Gregory
- Josephine Crowell - Margaret
- Pat Moore - Nicholas
- Joan Marsh - Nicholas